# Heilig Hartbeeld (Winssen)
Het Heilig Hartbeeld is een standbeeld in de Nederlandse plaats Winssen, in de provincie Gelderland.

## Achtergrond
Pastoor Joannes Matheus van Roessel vierde in 1927 zijn veertigjarig priesterjubileum. Hij kreeg van de parochianen een Heilig Hartbeeld aangeboden dat werd gemaakt door de Belgische beeldhouwer Aloïs De Beule. Het beeld is geplaatst bij de boomgaard ten zuidwesten van de St. Antonius van Paduakerk.

## Beschrijving
Het beeld is een staande Christusfiguur, gekleed in een lang, gedrapeerd gewaad en omhangen met een mantel. Hij houdt zijn beide armen uitnodigend gespreid. Op zijn borst is het Heilig Hart zichtbaar.
Het beeld staat op een hardstenen sokkel met opschrift 

WINSSEN
AAN
CHRISTUS
KONING

## Waardering
Het beeld is door de gemeente Beuningen aangewezen als gemeentelijk monument.